# クロアシアホウドリ
クロアシアホウドリ（黒足阿呆鳥、黒足信天翁、Diomedea nigripes）は、ミズナギドリ目アホウドリ科アホウドリ属に分類される鳥類。

## 分布
主に北太平洋に生息。
夏季はベーリング海やアラスカ湾、アリューシャン列島周辺に渡り、冬季になるとハワイ諸島、マーシャル諸島などで繁殖する。日本では聟島列島、鳥島、尖閣諸島北小島で繁殖する。
2013年4月、伊豆諸島の八丈小島（無人島）において約30羽が営巣を開始したことが市民団体によって確認された。南方の鳥島および小笠原諸島から飛来したとみられる。2017年には8ペアの産卵と3羽の孵化、ヒナ2羽の巣立ちにより世界最北の繁殖地となった。

## 形態
全長68-74センチメートル。翼開張193-213センチメートル。体重2.2-4.1キログラム。全身は黒褐色の羽毛で被われる。嘴基部周辺や眼下部は白い羽毛で被われる。尾羽基部を被う羽毛（上尾筒、下尾筒）の色彩が白い個体もいる。翼の色彩は黒褐色で、初列風切の羽軸は白い。
嘴の色彩は暗灰色。後肢の色彩は黒い。種小名nigripesは「黒い足の」の意で、和名や英名（black-footed）と同義。
幼鳥は額が白い羽毛で被われ、嘴の色彩が淡褐色の個体もいる。

## 生態
海洋に生息する。
食性は動物食で、魚類、甲殻類、軟体動物などを食べる。
繁殖形態は卵生。集団繁殖地（コロニー）を形成する。1回に1個の卵を産む。雌雄交代で抱卵する。孵化した雛は日中は巣から離れて日陰に入る。

## 画像

雛
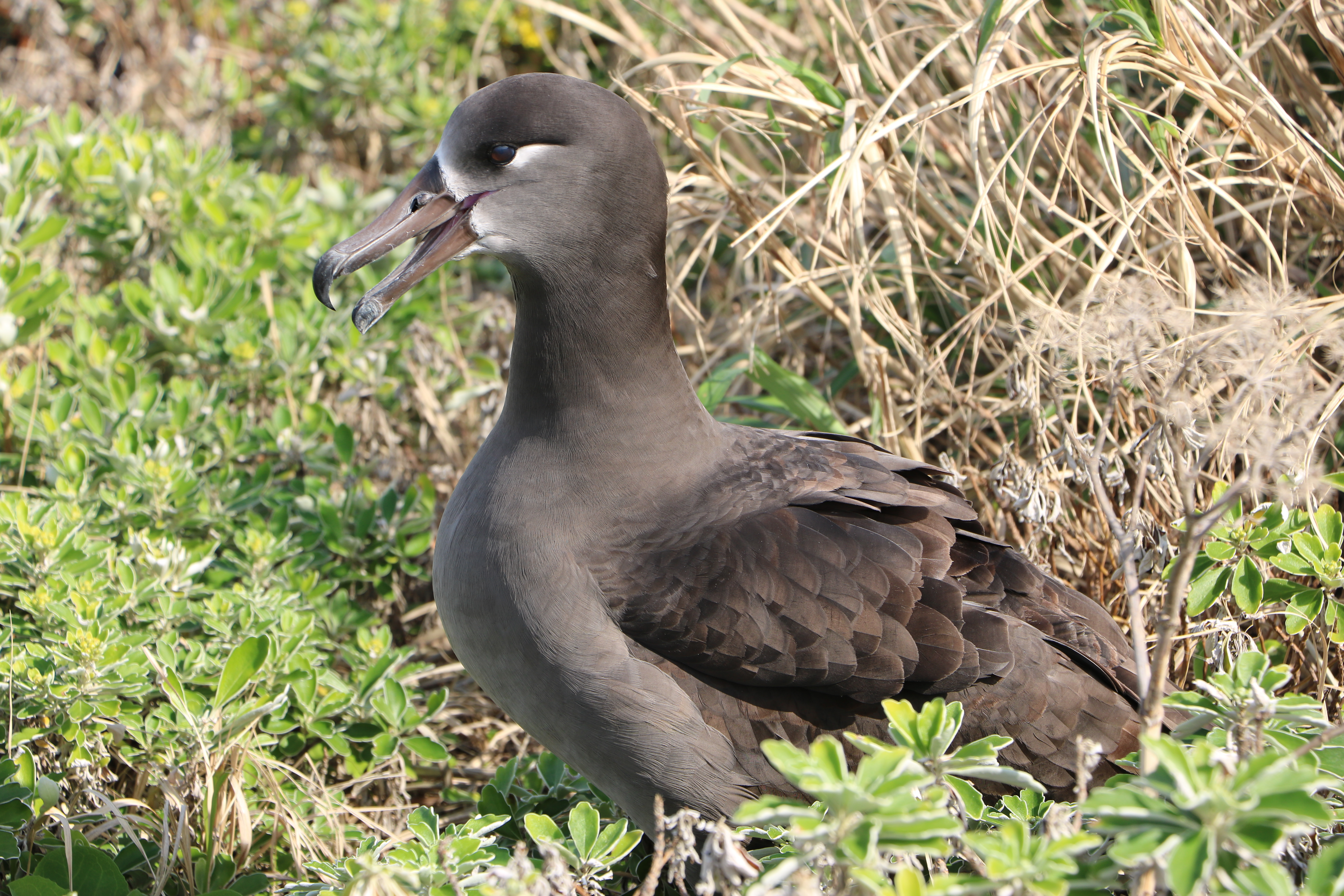
八丈小島の個体（2017年11月撮影）